# El aprendiz (canción de Samo)
«El aprendiz» es el primer sencillo del álbum en vivo Me quito el sombrero del cantante mexicano Samo. Fue lanzado como sencillo oficial el 17 de marzo de 2015.
La canción fue grabada en vivo el 16 de noviembre de 2014, a dueto con el cantante puertorriqueño Pedro Capó, en el concierto otorgado en el Teatro Juárez de la ciudad Guanajuato.

## Lista de canciones
- Descarga digital

| El aprendiz (con Pedro Capó) En vivo desde Guanajuato — Single |                                |          |  |
| N.º                                                            | Título                         | Duración |  |
| 1.                                                             | «El aprendiz» (Con Pedro Capó) | 4:23     |  |

## Lanzamiento
| Región | Fecha               | Formato          | Edición          | Discográfica |
| ------ | ------------------- | ---------------- | ---------------- | ------------ |
|        | 17 de marzo de 2015 | Descarga digital | Edición estándar | Sony Music   |